# Jana Brandt

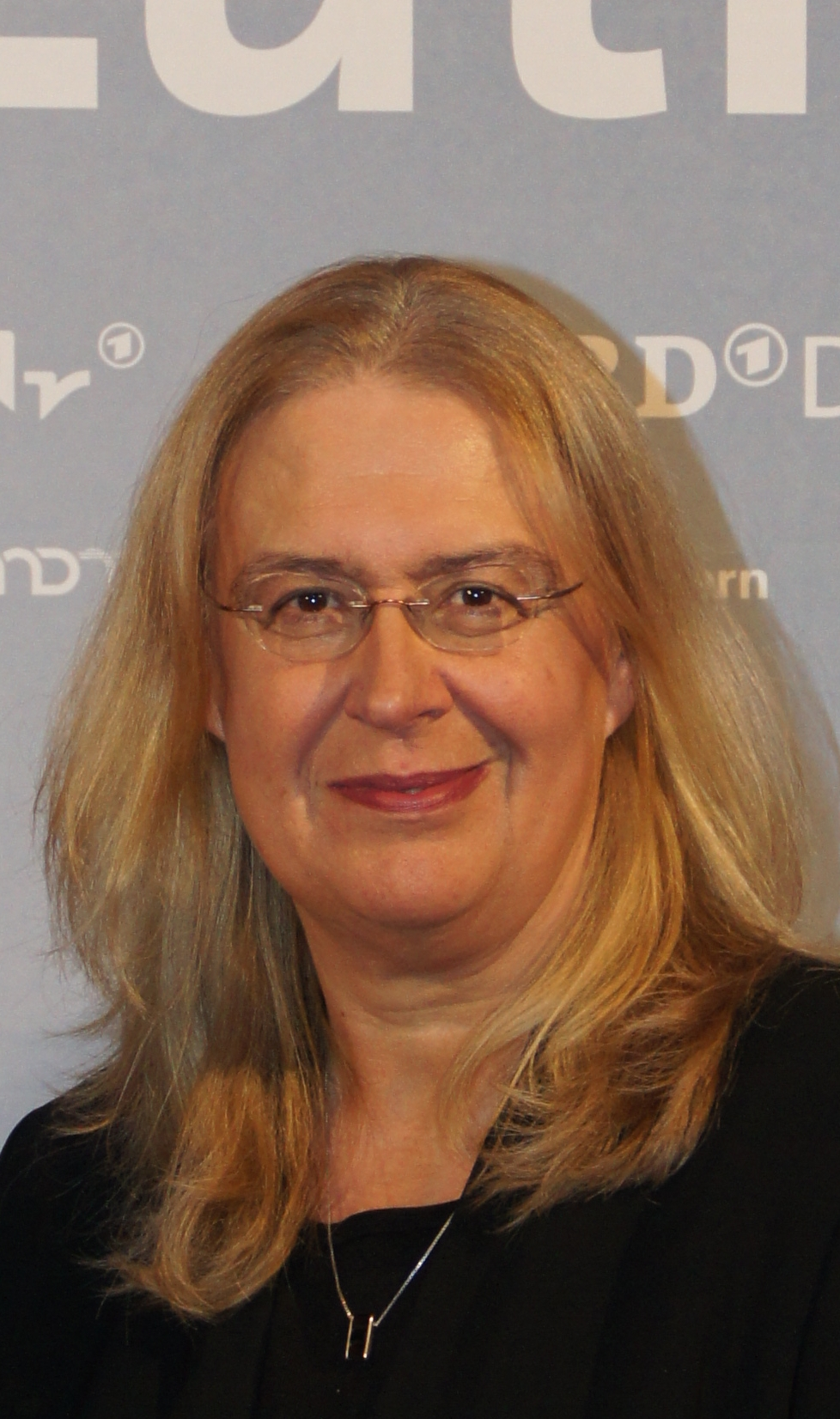
Jana Brandt bei der Premiere von „Katharina Luther“ 2017 in Berlin

Jana Brandt (* 24. Januar 1965 in Potsdam-Babelsberg) ist eine deutsche Journalistin und Medienmanagerin.

## Leben
Brandt, Tochter des DEFA-Regisseurs Horst E. Brandt, begann ihre berufliche Karriere 1983 beim Fernsehen der DDR in Berlin-Adlershof. Von 1984 bis 1988 studierte sie an der Universität Leipzig Journalistik. Bereits während des Studiums war sie als freie Autorin für mehrere Film- und Fernsehzeitschriften tätig. Von 1988 bis 1991 arbeitete sie als Redakteurin in der Abteilung Spielfilm beim Fernsehen der DDR/DFF.
Ab 1991 war sie in der Degeto/ARD-Filmredaktion in Frankfurt am Main tätig. Hier zeichnete sie verantwortlich für die Auswahl, Sendeplatzierung und Betreuung von Spielfilmen, Fernsehfilmen und Kaufserien im Ersten. Zudem betreute sie zahlreiche fiktionale Eigenproduktionen. Zusätzlich war sie ab 1996 Leiterin des Bereichs „TV-Produkt und Projekte“. Sie verantwortete Buyout-Produktionen, Auftragsproduktionen und internationale Koproduktionen.
1999 wechselte Brandt zum MDR nach Leipzig und war dort bis zum Januar 2021 Hauptredaktionsleiterin Spielfilm, Serie und Kinder. Sie war Mitglied in der Gemeinschaftsredaktion Serie im Vorabendprogramm der ARD und ARD-Koordinatorin für die Reihe „Polizeiruf 110“. Seit 1999 ist sie auch Mitglied der Gemeinschaftsredaktion Serie im Hauptabendprogramm der ARD, die sie seit 2014 leitet.
Ihre Programmkonzeption wird durch emotionale und gesellschaftlich relevante Stoffe definiert. Ihr besonderes Augenmerk liegt auf deutscher Zeitgeschichte und der historisch-politischen Aufarbeitung der Geschichte der DDR. Unter ihrer Verantwortung entstanden Einzelfilme wie „Nackt unter Wölfen“, „Bornholmer Straße“, „Katharina Luther“ und „Lotte am Bauhaus“, sowie Mehrteiler wie „Der Turm“. Sie ist zuständig für die Zulieferungen des MDR für die Reihen „Tatort“ und „Polizeiruf 110“ und für die Krimi-Reihen „Zorn“ und „Wolfsland“. Für das Nachmittagsprogramm entwickelte sie die Telenovela „Sturm der Liebe“. Jahrelang war sie für die Gesamtleitung der Serien „In aller Freundschaft“, „In aller Freundschaft – Die jungen Ärzte“ und „In aller Freundschaft – Die Krankenschwestern“ verantwortlich. Unter ihrer Leitung entstanden Publikumserfolge wie die Serien „Um Himmels Willen“, „Hubert und Staller“, „Familie Dr. Kleist“ und „Tierärztin Dr. Mertens“. Außerdem verantwortete sie die horizontal erzählten Erfolgsserien „Weissensee“ und „Charité“.
Jana Brandt ist seit dem 15. Januar 2021 Programmdirektorin des MDR in der Programmdirektion Halle.
Unter ihrer Verantwortung stehen die crossmedialen Inhaltsbereiche Kultur und Gesellschaft (Wissen, Religion, Geschichte, Dokumentarfilm), sowie die Jungen Angebote des MDR und MDR Jump. Außerdem ist sie für MDR Klassik, MDR-Clara, das MDR-Sinfonieorchester sowie den MDR-Rundfunkchor und den MDR-Kinderchor zuständig. Ebenso ist sie verantwortlich für die ARTE-Koordination mit dem MDR.
Jana Brandt ist jeweils Mitglied des Aufsichtsrats der MDR Media GmbH und der Mitteldeutschen Medienförderung GmbH (MDM), sowie Aufsichtsratsvorsitzende der Saxonia Media Filmproduktionsgesellschaft. Außerdem vertritt sie den MDR in der Gesellschafterversammlung der Degeto Film GmbH.
Im Mai 2024 übernahm Brandt zusätzlich kommissarisch die Programmdirektion Leipzig, nachdem Klaus Brinkbäumer vorzeitig als Direktor ausgeschieden war.
Im Dezember 2024 wurde öffentlich, dass Brandt im Juni 2025 vom Rundfunkrat des MDR eine sogenannte Funktionszulage in Höhe von jährlich 30.000 Euro erhalten soll. Die Entscheidung stieß auf öffentliche Kritik, da der Sender gleichzeitig einen strikten Sparkurs verfolgt.
Auf Vorschlag des Intendanten Ralf Ludwig sollte Brandt ab 1. März 2025 als Direktorin offiziell die beiden bisherigen Programmdirektionen Leipzig und Halle vereinen. Der Rundfunkrat lehnte diesen Personalvorschlag in allen drei Wahlgängen ab.
Als einen der Gründe für das Scheitern im Rundfunkrat nannte der Medienexperte Peter Stawowy in einem Beitrag des Deutschlandfunks die Tatsache, dass gegenüber einzelnen Rundfunkratsmitgliedern teils deutliche Beschwerden über den Führungsstil von Programmdirektorin Jana Brandt geäußert worden seien. Außerdem wurden ihr teils mangelnde Erfahrung vorgehalten sowie die Höhe ihrer derzeitigen und zu erwartenden Vergütung. Aus Sicht einige Rundfunkräte sei es nicht vertretbar, dass sie mit Übernahme der neuen Funktion erheblich mehr Geld verdienen könnte.

## Filmografie (Auswahl)

### Mehrteiler
- 1993–1998: Die Kinderklinik
- 1996–2003: Klinik unter Palmen
- 2008: Die Frau vom Checkpoint Charlie
- 2012: Der Turm
- 2016: Mitten in Deutschland – NSU

### Fernsehfilme
- 2003: Der Job seines Lebens
- 2006: König der Herzen
- 2009: Jenseits der Mauer
- 2011: Blaubeerblau
- 2013: So wie du bist
- 2014: Bornholmer Straße
- 2015: Nackt unter Wölfen
- 2017: Katharina Luther
- 2018: Kruso
- 2019: Lotte am Bauhaus

### Kino-Koproduktionen
- 2000: Die Stille nach dem Schuss
- 2009: Die Päpstin
- 2015: Herbert
- 2018: In den Gängen

### Serien
- seit 1999: In aller Freundschaft
- 2002–2021: Um Himmels Willen
- 2006–2021: Tierärztin Dr. Mertens
- seit 2008: Familie Dr. Kleist
- seit 2010: Weissensee
- 2011–2018: Hubert und Staller
- 2012–2014: Akte Ex
- 2012–2017: Alles Klara
- seit 2015: In aller Freundschaft – Die jungen Ärzte
- seit 2017: Charité
- seit 2018: In aller Freundschaft – Die Krankenschwestern
- 2019: Bonusfamilie
- 2020: Oktoberfest 1900
- 2022: Schneller als die Angst
- 2022: ZERV
- 2022: Tage, die es nicht gab

## Auszeichnungen
- 2010: Sturm der Liebe: Deutscher Fernsehpreis (Publikumspreis)
- 2011: Weissensee: Deutscher Fernsehpreis (Beste Serie)
- 2013: Der Turm: Grimme-Preis (Bester Mehrteiler), Jupiter Award (Bester TV-Film), Publikums-Bambi
- 2013: Blaubeerblau: Grimme-Preis (Publikumspreis der Marler Gruppe)
- 2013: So wie du bist: Fernsehpreis der österreichischen Erwachsenenbildung (Bester Fernsehfilm) Koproduktion mit ORF
- 2014: In aller Freundschaft: Publikums-Bambi
- 2015: Bornholmer Straße: Bambi (TV-Ereignis des Jahres)
- 2015/16: Nackt unter Wölfen: Seoul International Drama Awards (Bestes TV-Movie), Deutscher Fernsehpreis (Bester Fernsehfilm)
- 2016: Polizeiruf 110: Goldene Henne (Ehrenpreis)
- 2017: Mitten in Deutschland – NSU: Deutscher Fernsehpreis (Bester Mehrteiler)
- 2018: In aller Freundschaft: Goldene Henne (Ehrenpreis)
- 2019: Lotte am Bauhaus: Seoul International Drama Awards Silver Bird (Bestes TV-Movie)[15]
- 2021: Oktoberfest 1900: Deutscher Fernsehpreis (Bester Mehrteiler)